# Los Pirules, Guanajuato
Los Pirules är en ort i Mexiko.   Den ligger i kommunen San Luis de la Paz och delstaten Guanajuato, i den centrala delen av landet, 260 km nordväst om huvudstaden Mexico City. Los Pirules ligger 2 004 meter över havet och antalet invånare är 169.
Terrängen runt Los Pirules är en högslätt. Runt Los Pirules är det ganska tätbefolkat, med 52 invånare per kvadratkilometer. Närmaste större samhälle är San Luis de la Paz, 10,5 km öster om Los Pirules. Trakten runt Los Pirules består till största delen av jordbruksmark.